# 布魯克級巡防艦
布魯克級巡防艦是一款服役於美國海軍的巡防艦，該級是基於賈西亞級的升級子型號，主要的差異為新增了RIM-24飛彈，並於1980年代中後期陸續退役。

## 發展
布魯克級與賈西亞級在設計上幾乎完全相同，除了將原先5吋38倍徑砲的2號炮塔位改成Mk 22飛彈發射器，使其能發射RIM-24飛彈或RIM-66飛彈，同時換裝了更新的AN/SPS-523D空搜雷達，取代原先的平面搜索雷達，並增加了AN/SPG-51導彈火控雷達。布魯克級的1至3號艦皆採用西屋电气的齒輪傳動蒸汽渦輪機，而4至6號艦則使用通用電氣的渦輪機，而鍋爐則皆為福斯特惠勒鍋爐。同時4至6號艦的RUR-5阿斯洛克反潛飛彈發射器採用斜橋結構，使其能進行自動裝填。
布魯克級原先預計的艦載機為QH-50無人反潛直升機，然而後期因機庫擴建使其能停放SH-2海妖直昇機，具備更強與更遠的反潛能力。
布魯克級最初歸類為制導飛彈護航驅逐艦（DEG），其中1至3號艦於1962財年獲授權建造，而4至6號艦於1963財年獲批。原計劃於1964財年再建造 10艘，並可能在後續年度增加3艘，但由於制導飛彈護航驅逐艦的成本比傳統護衛艦高出1,100萬美元，該計劃最終被取消。而塔爾博特號在退役前曾經作為奧利弗·哈澤德·派里級巡防艦的測試平台，在該艦上進行派里級的武裝與系統測試。

## 同級艦
| 艦名              | 舷號  | 艦徽 | 造船廠                 | 下水       | 服役       | 退役       | 命運                                                         |
| ----------------- | ----- | ---- | ---------------------- | ---------- | ---------- | ---------- | ------------------------------------------------------------ |
| 布魯克號          | FFG-1 |      | 洛克希德造船和建設公司 | 1963-07-19 | 1966-03-12 | 1988-09-16 | 於1989年移交至巴基斯坦，並於1994年將其管理權轉移給海事管理局 |
| 拉姆齊號          | FFG-2 |      | 洛克希德造船和建設公司 | 1963-10-15 | 1967-06-03 | 1988-09-01 | 於2000年６月15日作為靶艦擊沉                                 |
| 斯科菲爾德號      | FFG-3 |      | 洛克希德造船和建設公司 | 1963-12-07 | 1968-05-11 | 1988-09-08 | 於1999年11月2日作為靶艦擊沉                                  |
| 塔爾博特號        | FFG-4 |      | 巴斯鋼鐵廠             | 1966-01-06 | 1967-04-22 | 1988-09-30 | 於1989年移交至巴基斯坦，並於1994年將其管理權轉移給海事管理局 |
| 理查德·L·佩奇號   | FFG-5 |      | 巴斯鋼鐵廠             | 1966-04-04 | 1967-08-05 | 1988-09-30 | 於1989年移交至巴基斯坦，並於1994年將其管理權轉移給海事管理局 |
| 朱利葉斯·A·富勒號 | FFG-6 |      | 巴斯鋼鐵廠             | 1966-07-22 | 1967-11-08 | 1989-01-31 | 於1989年移交至巴基斯坦，並於1994年將其管理權轉移給海事管理局 |

## 補充
1. ↑  致敬美國航海家、教育家、科學家兼工程師約翰·默瑟·布魯克（英语：John Mercer Brooke），其最大的貢獻為建立跨大西洋電報電纜
2. ↑  致敬美國海軍航空兵先鋒德威特·克林頓·拉姆齊（英语：DeWitt Clinton Ramsey）上將，其在二戰作為美國太平洋艦隊的指揮官，並曾任美國海軍作戰副部長（英语：Vice Chief of Naval Operations）
3. ↑  致敬美國海軍弗蘭克·赫爾曼·斯科菲爾德（英语：Frank Herman Schofield）上將，並曾任職關島總督
4. ↑  致敬大陸軍和大陸海軍的指揮官西勒·塔爾博特（英语：Silas Talbot）上校，並曾獲選為美國眾議院議員
5. ↑  致敬美利堅聯盟國海軍和美利堅邦聯陸軍指揮官理查德·盧西安·佩奇（英语：Richard Lucian Page）准將（原為美國海軍中校）
6. ↑  致敬美國海軍研究辦公室主任（英语：Chief of Naval Research）朱利葉斯·A·富勒（英语：Julius A. Furer）少將，富勒在戰爭期間主要作為科研人員，並曾參與美国科学研究与开发办公室

## 圖庫

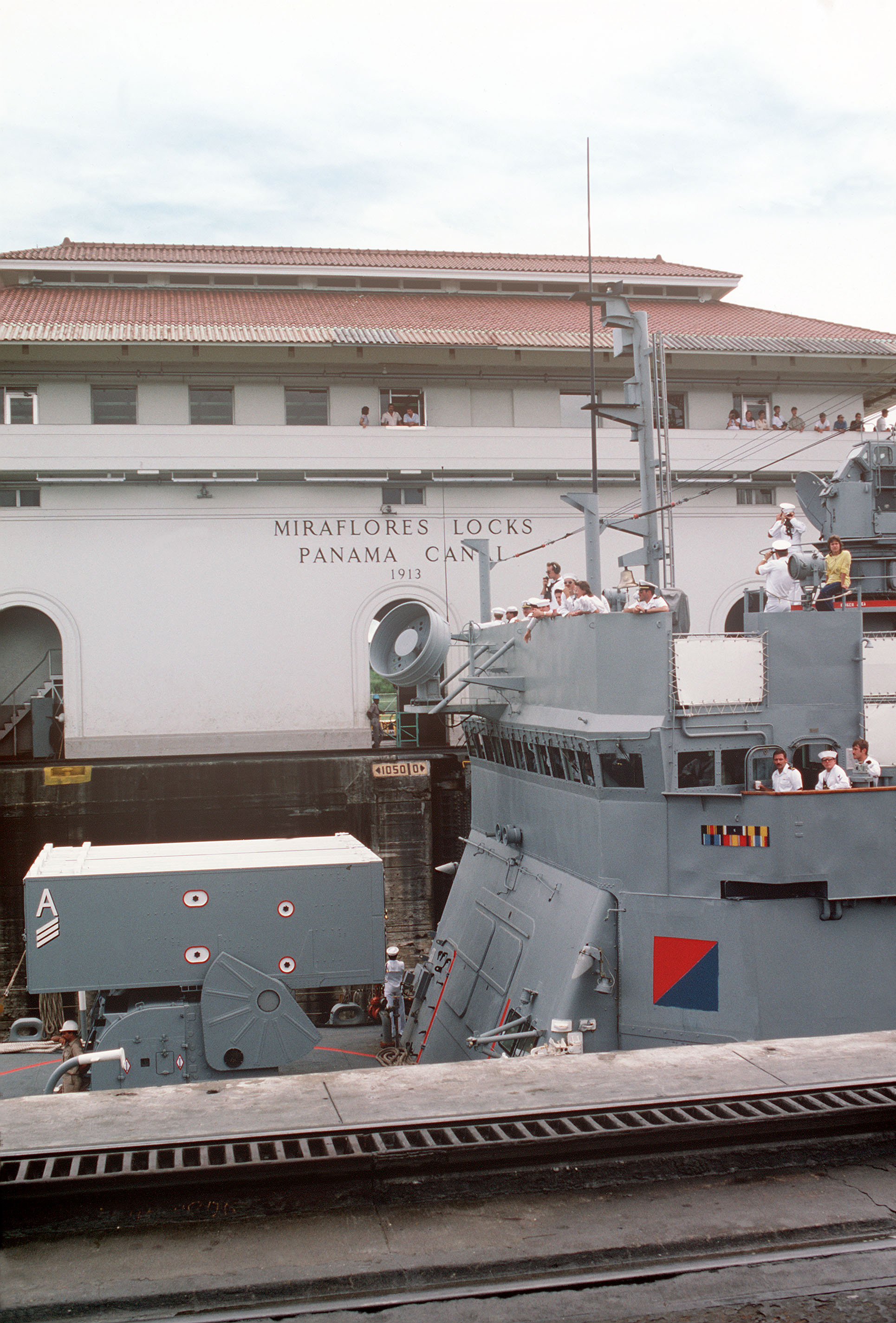
採用斜橋結構的塔爾博特號，可實現RUR-5阿斯洛克反潛飛彈的自動裝填
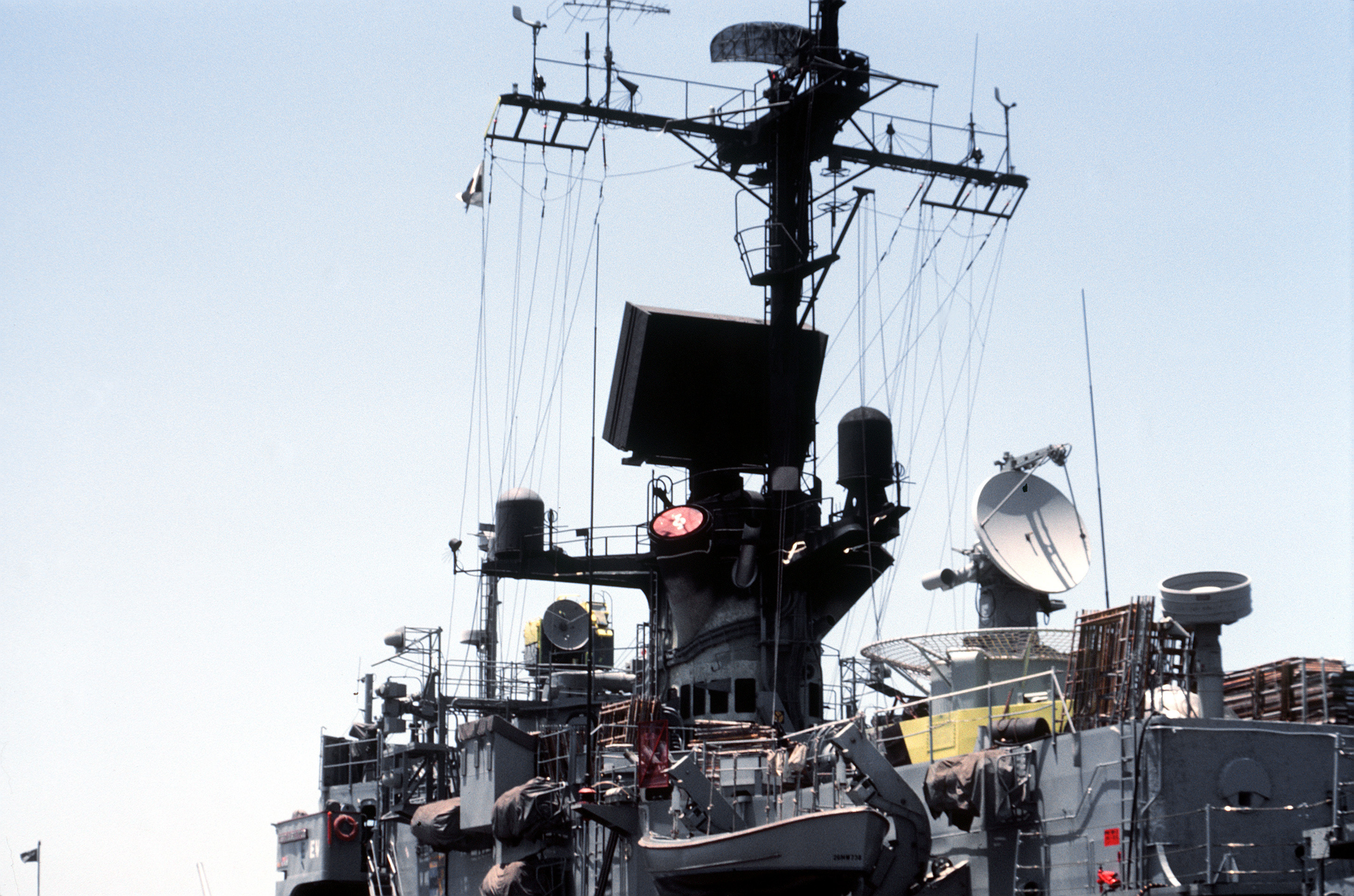
拉姆齊號的桅杆
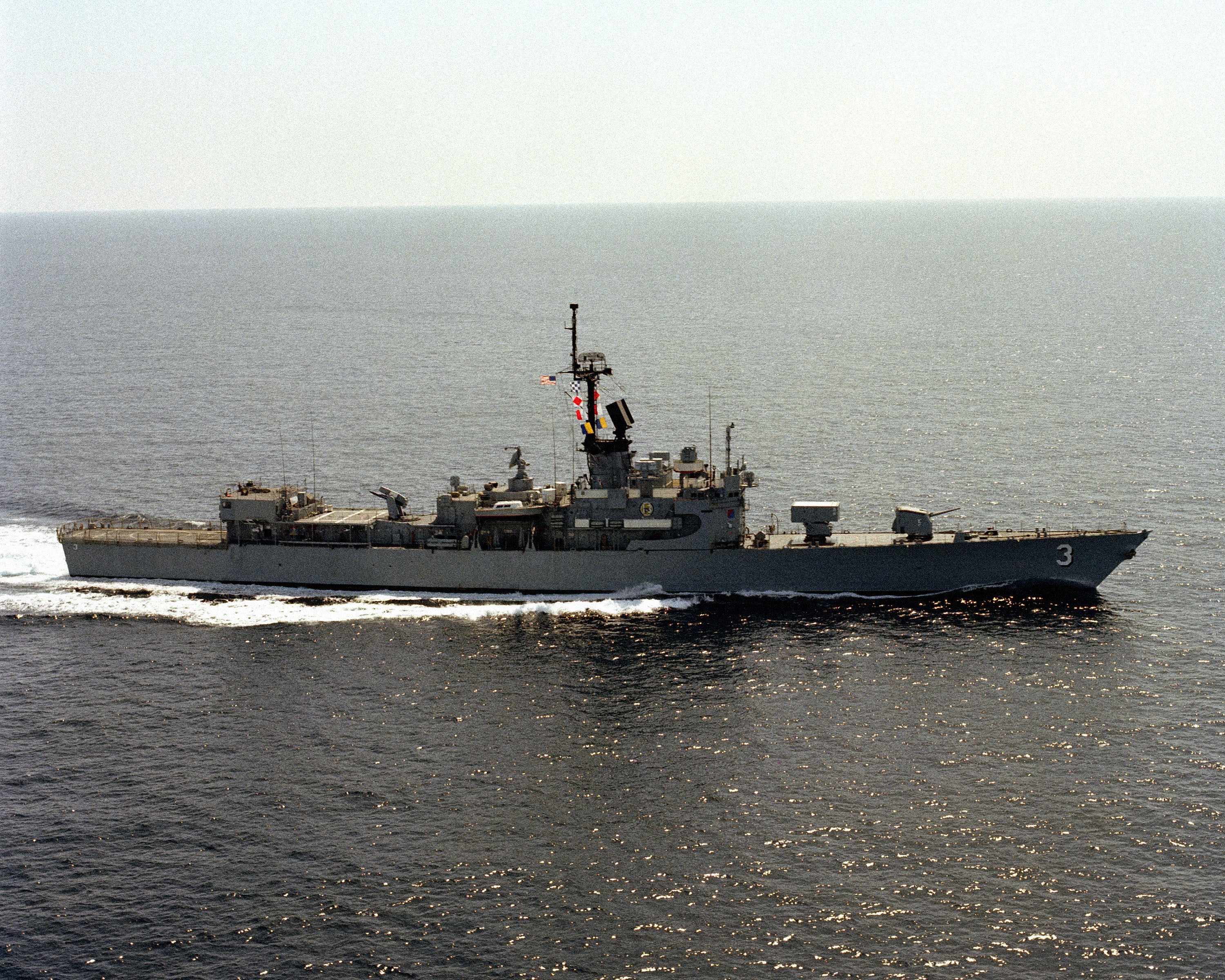
斯科菲爾德號

## 外部連結
- Brooke-class guided missile frigates at Destroyer